# حسين سرودي
حسين سرودي، هو لاعب كرة قدم إيراني سابق ومركزه مدافع، لعب مع منتخب بلاده في دورة الألعاب الآسيوية سنة 1951م، ولعب مع نادي تاج ونادي نيروي هوائي في عقد الخمسينات من القرن العشرين.